# Anápolis Futebol Clube
L'Anápolis Futebol Clube, noto anche semplicemente come Anápolis, è una società calcistica brasiliana con sede nella città di Anápolis, nello stato del Goiás.

## Storia
Il club è stato fondato il 1º maggio 1946 come União Esportiva Operária, ma cinque anni più tardi cambiò nome in Anápolis Futebol Clube, dopo il fallimento dell'Anápolis Sport Club. Il club ha vinto il Campionato Goiano nel 1965. L'Anápolis ha partecipato al Campeonato Brasileiro Série C nel 2008, dove è stato eliminato alla prima fase, dopo aver terminato al terzo posto nel proprio gruppo.

## Palmarès

### Competizioni statali
- Campionato Goiano: 1

1965
- Campeonato Goiano Segunda Divisão: 2

1990, 2012